# Castello di Introd
Das Castello di Introd ist eine Burg im Ortsteil Plan d’Introd der Gemeinde Introd im Aostatal.

## Geschichte
Das Schloss Introd geht auf das 12. Jahrhundert zurück. Es war von ziemlich einfacher Konstruktion und bestand aus einem Bergfried mit quadratischem Grundriss, der von einem nicht besonders dicken Mauerring umgeben war. 1242 eroberte Graf Amadeus IV. von Savoyen die Burg, die dadurch an die Grafschaft Savoyen fiel. 1260 ließ sie Graf Peter II. erweitern und zu einer echten Festung umbauen. Letzte Änderungen im 15. Jahrhundert verliehen der Burg eine eher rundliche Form.

Die Burg vor der Restaurierung

Die Burg nach der Restaurierung

Die Burg durchlitt in moderner Zeit zwei Katastrophen, die zu weiteren Restaurierungen führten: Einen Brand in der zweiten Hälfte des 19. Jahrhunderts und einen am Beginn des 20. Jahrhunderts. Letzterer führte zu Arbeiten im Jahre 1910 unter der Leitung des Architekten Jean Chavalley im Auftrag des Eigentümers, des Cavalier Gonella, die die Burg zu ihrer heutigen Form verhalfen.
Heute ist das Schloss Introd in den Händen der Grafen Caracciolo di Brienza. Es ist öffentlich zugänglich und wird dank einer Erlaubnis, die die Grafen der Gemeinde Introd gewährten, von der Fondation Grand-Paradis verwaltet.
Im Juli 2012 wurde der Turm der Burg nach Durchführung von Restaurierungsarbeiten, die auch andere Teile des Komplexes umfassten, wieder für die Öffentlichkeit geöffnet.

## Innenräume
Der große Saal ist mit einem Fresko dekoriert, das sich entlang dessen Wände erstreckt: In der Nähe der Decke sind viele einzelne Szenen eingesetzt. Auf jeder ist ein anderer Baum abgebildet. Darunter befindet sich eine Trompe-l’œil-Bildwirkerei.

## Galeriebilder

Grundriss der Burg (Carlo Nigra, 1936)
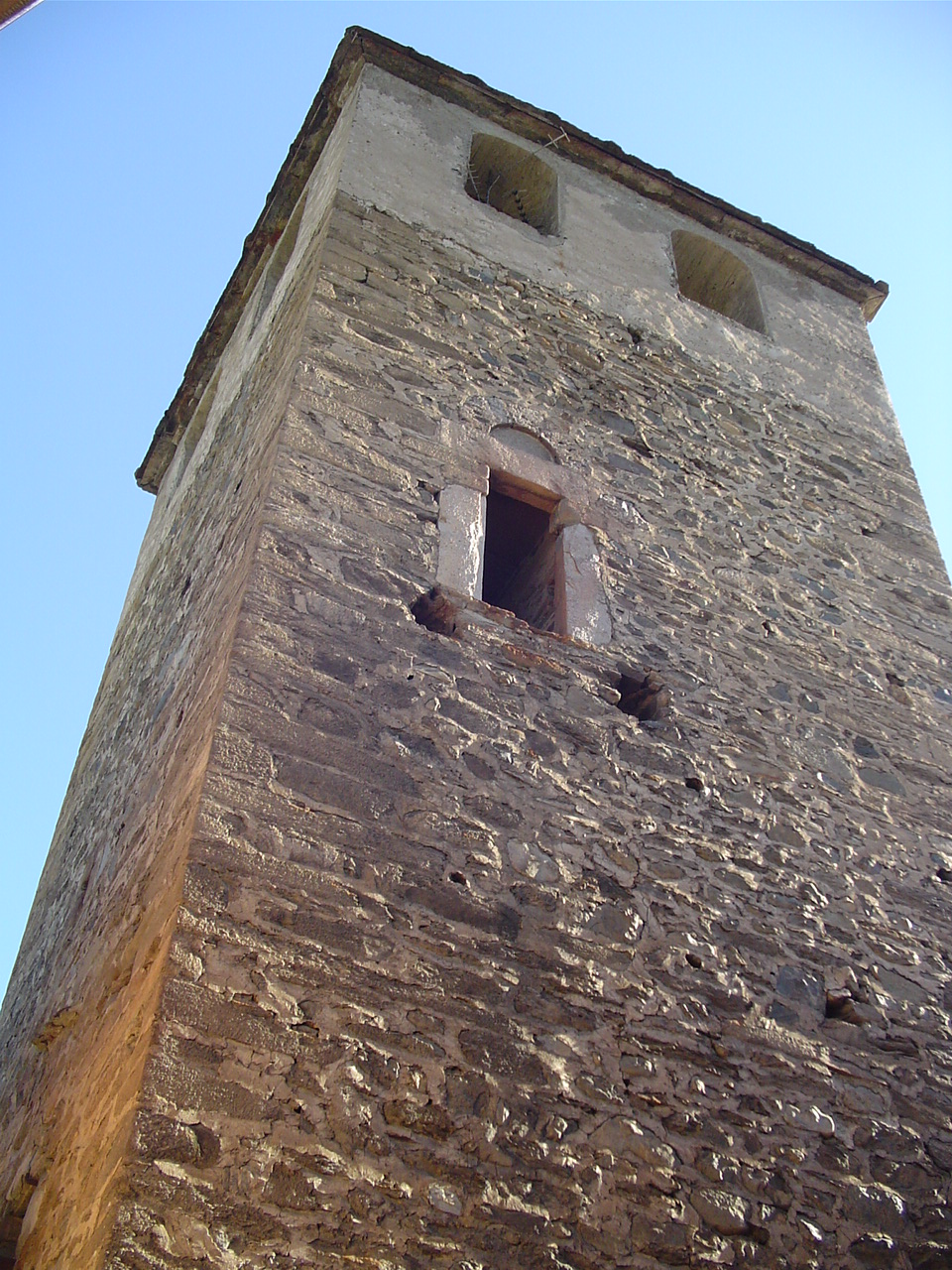
Der Bergfried
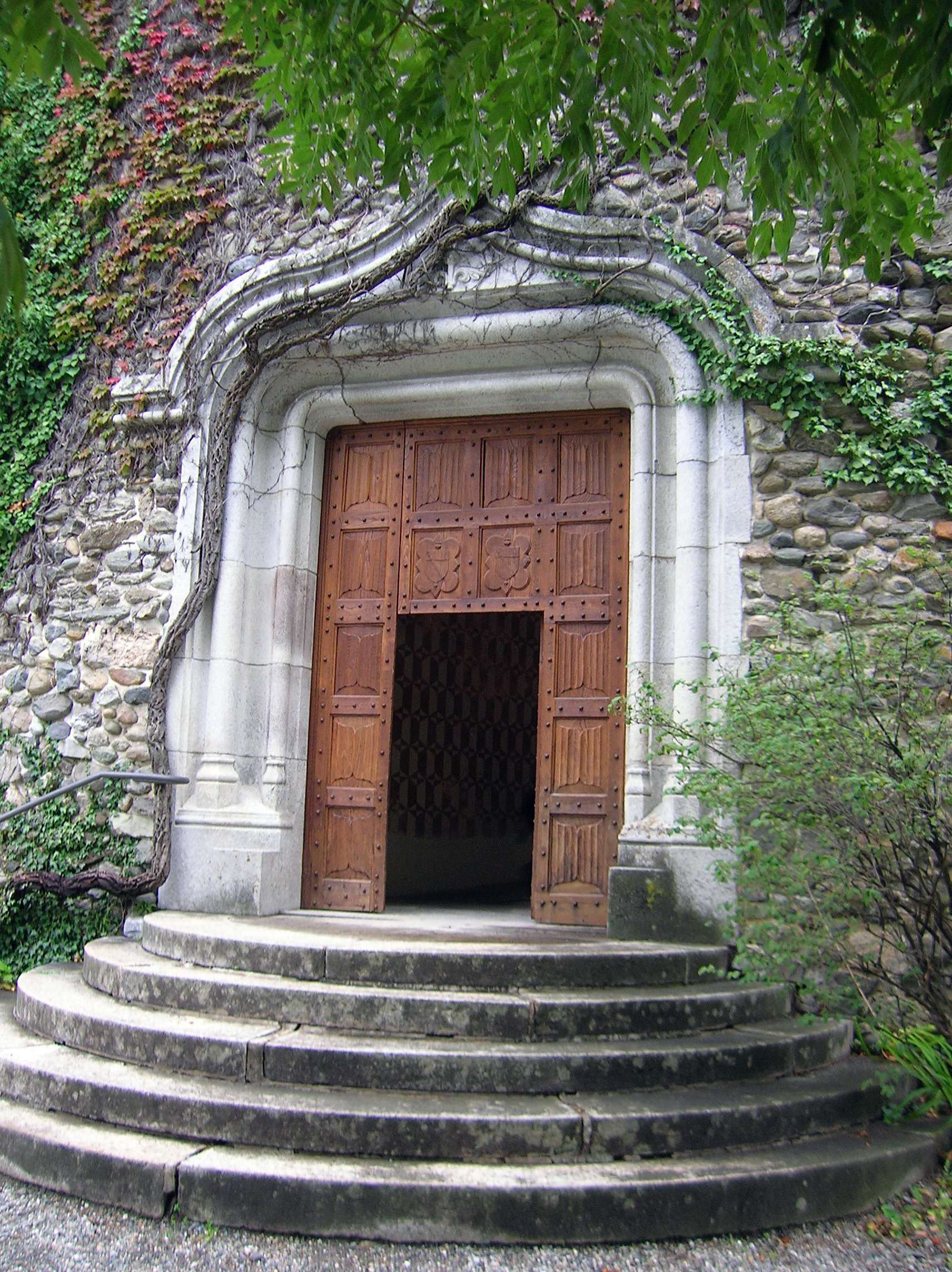
Eingangstor zur Burg, eine Kopie des Tores des Schlosses Issogne. Die Treppe dagegen ist eine Kopie derer des Schlosses Fénis.
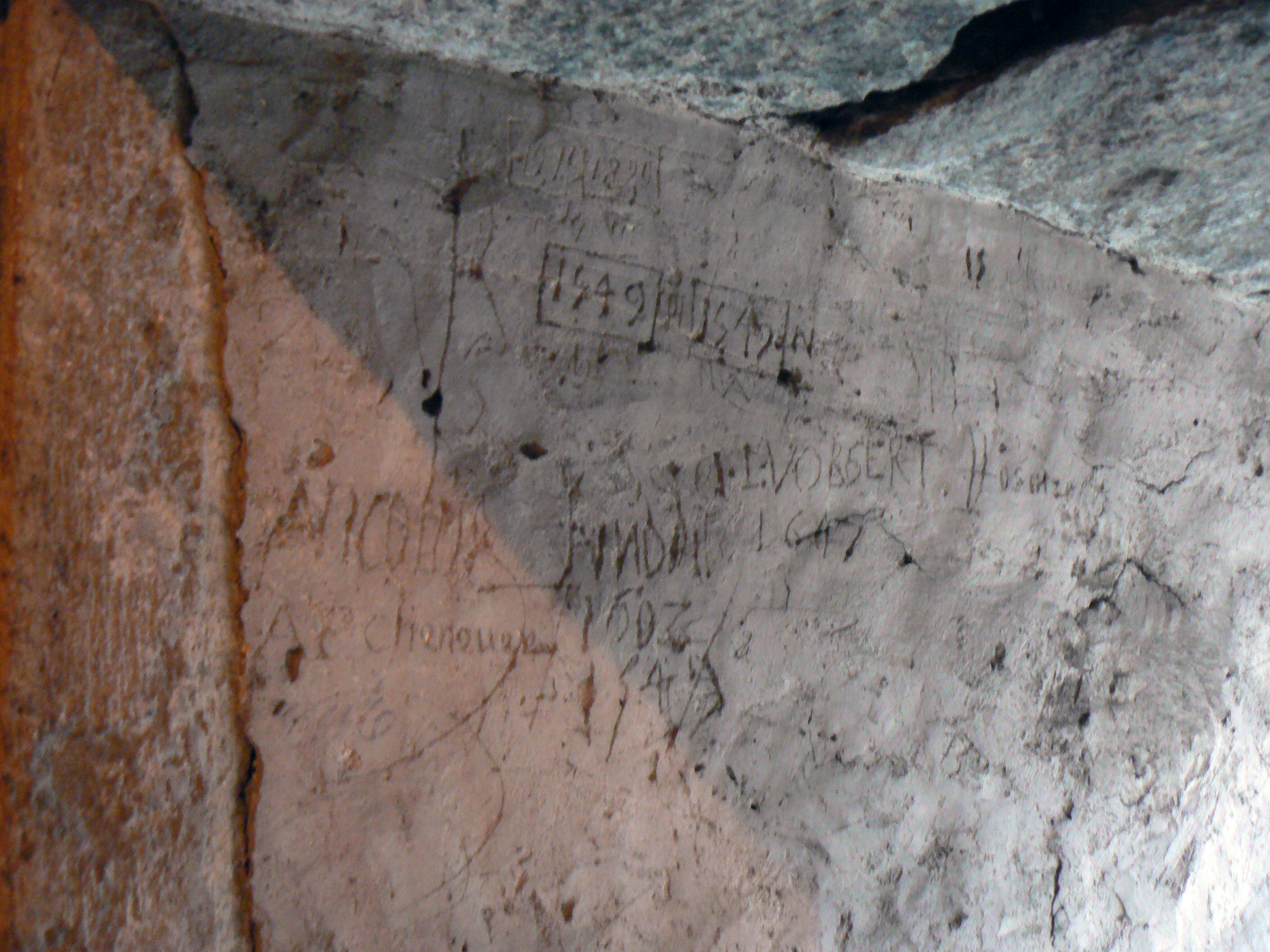
Graffiti aus dem 16. Jahrhundert im Inneren des Donjons mit den ältesten Daten der ganzen Burg
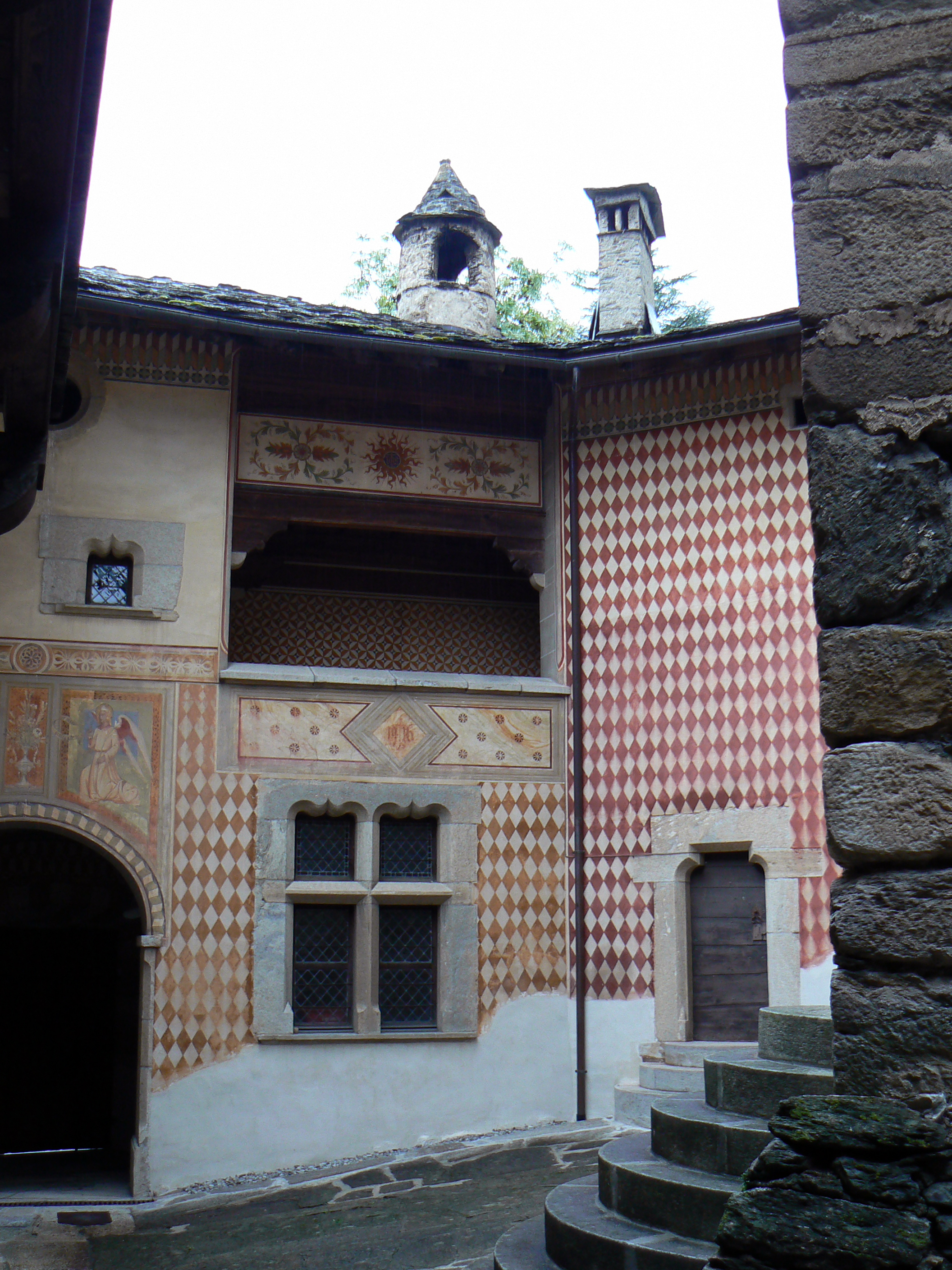
Der Innenhof der Burg und seine Fresken, viele davon inspiriert von denen des Schlosses Fénis
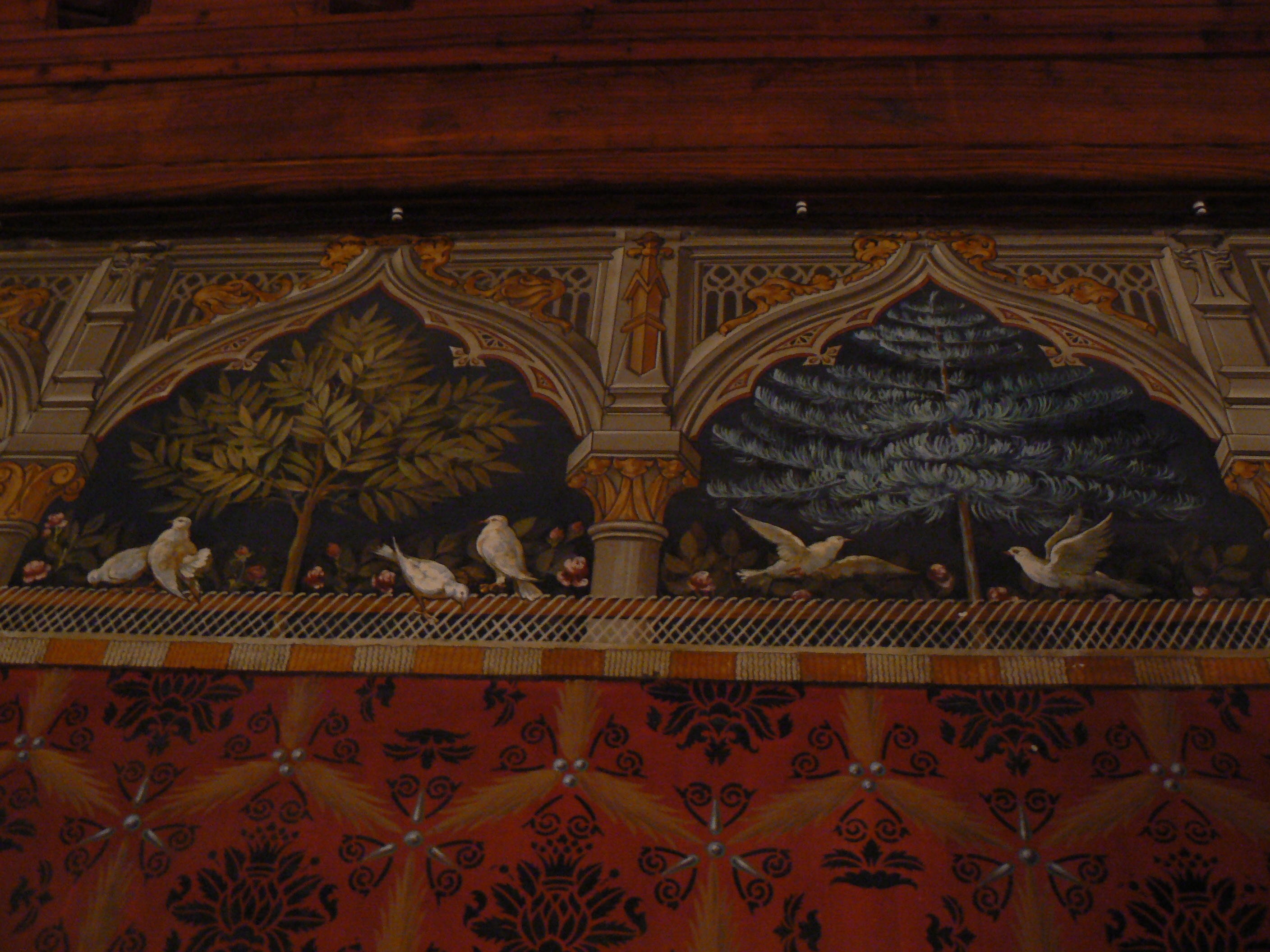
Wanddekoration im großen Saal

## Ländliche Nebengebäude

### Scheune

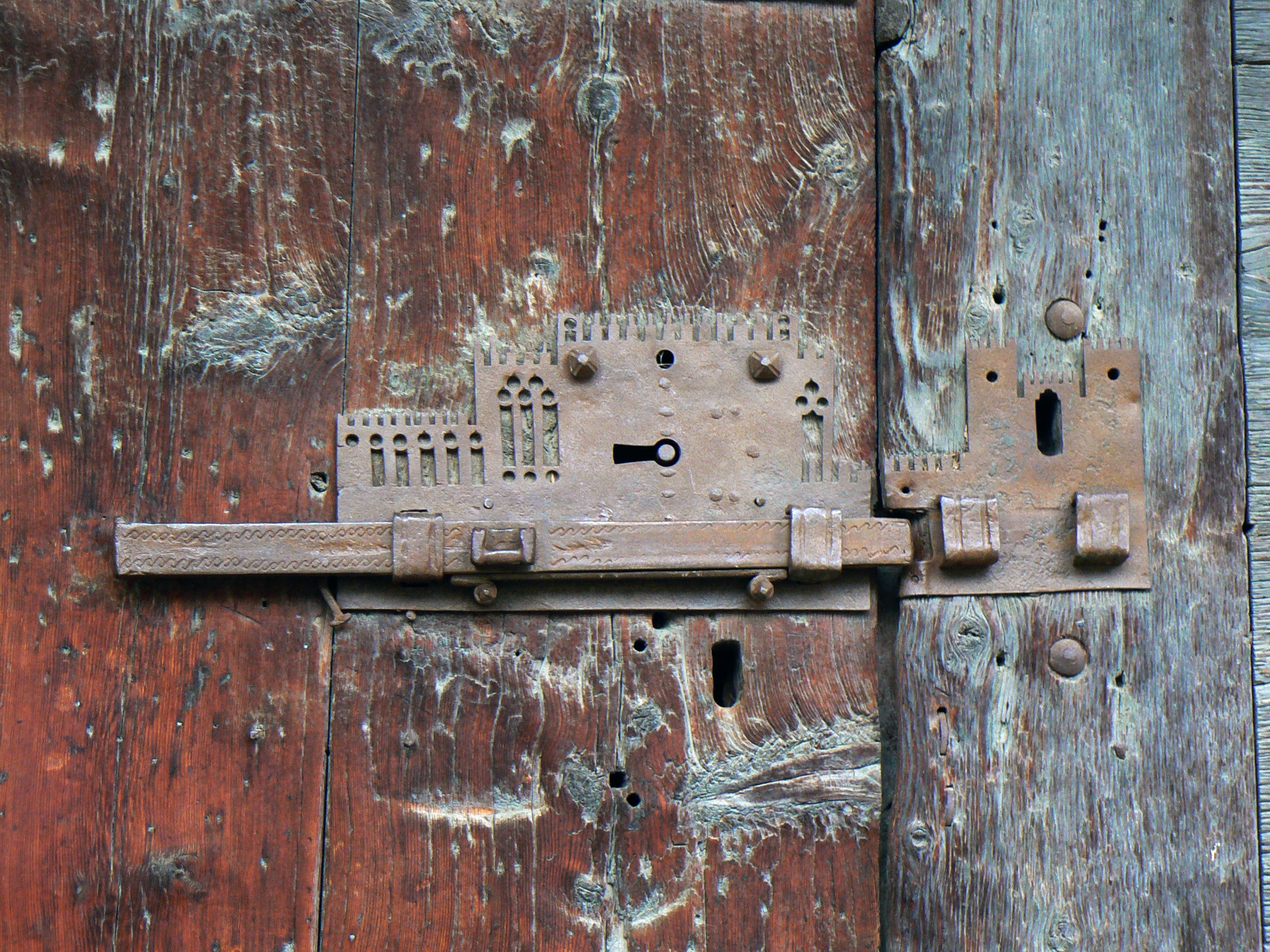
Schloss der Scheune neben der Burg

Vor der Burg findet sich eine Scheune aus der Renaissance ganz aus Holz mit wunderbaren, schmiedeeisernen Portalen.

### L’Ôla: Die Stallungen der Burg

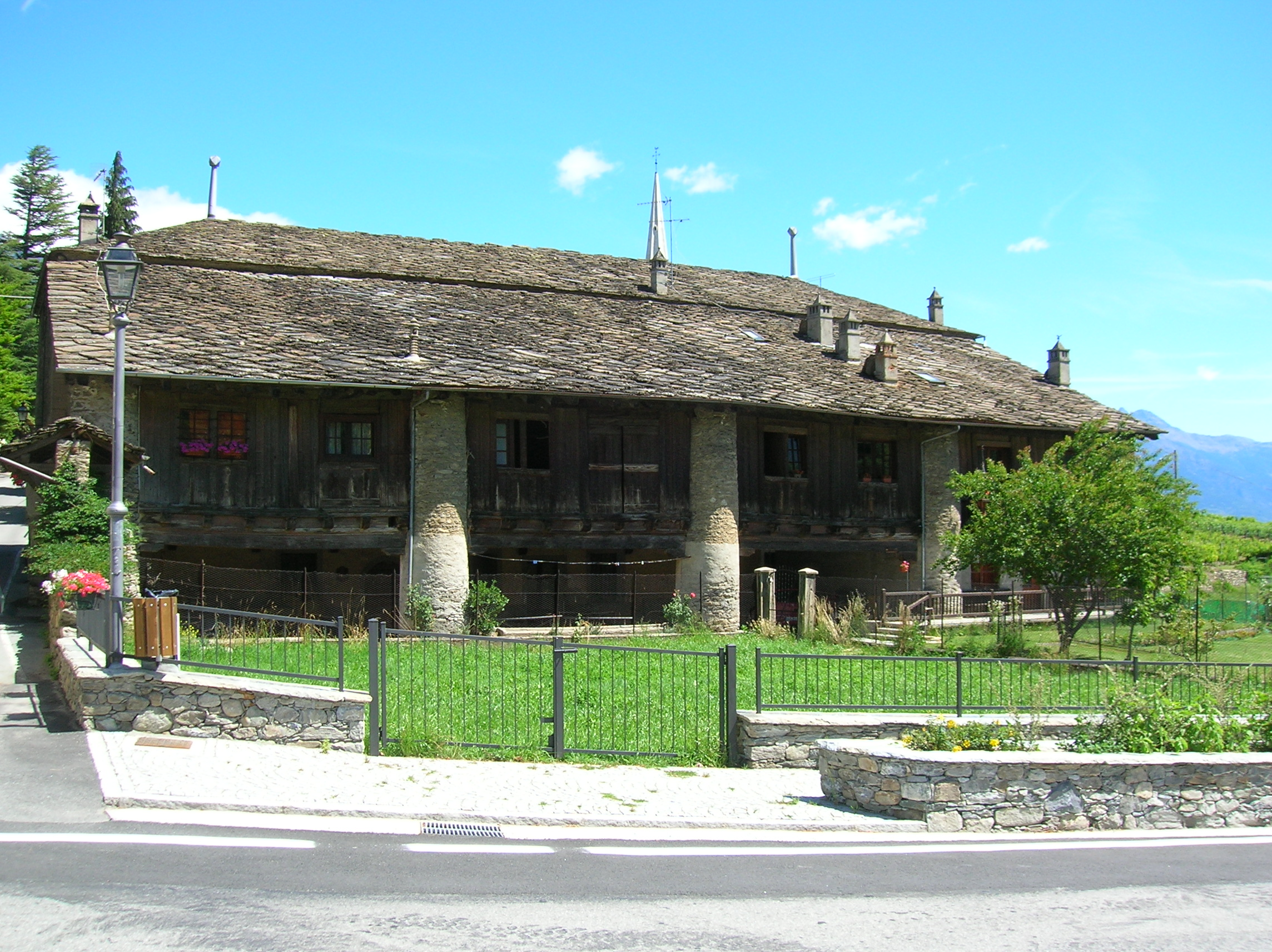
LÔla, die Stallungen der Burg aus der Renaissance

Nicht weit entfernt finden sich die alten Stallungen, heute Grange L’Ôla genannt. Dieser Name ist aus dem frankoprovenzalischen Begriff „ala“ (dt.: Flügel) abgeleitet, da das Dach als Pultdach ausgeführt ist. L’Ôla, die an der Hauptfassade fünf Säulen mit 1,8 Metern Durchmesser hat, hat die Architektur der Bahnhöfe der Bahnlinie Aosta – Pré-Saint-Didier im oberen Aostatal beeinflusst.